# Rammstein in Amerika
Albums de Rammstein
Liebe ist für alle da
(2009) Rammstein: Paris
(2017)
Rammstein in Amerika est un DVD live du groupe de metal industriel allemand Rammstein enregistré au Madison Square Garden et sorti le 25 septembre 2015.

## Liste des titres
| No  | Titre             | Durée |
| --- | ----------------- | ----- |
| 1.  | Rammlied          | 4:56  |
| 2.  | B********         | 4:17  |
| 3.  | Waidmanns Heil    | 3:59  |
| 4.  | Keine Lust        | 3:54  |
| 5.  | Weißes Fleisch    | 4:47  |
| 6.  | Feuer frei!       | 3:37  |
| 7.  | Wiener Blut       | 6:03  |
| 8.  | Frühling in Paris | 6:03  |
| 9.  | Ich tu dir weh    | 6:40  |
| 10. | Du riechst so gut | 5:03  |
| 11. | Benzin            | 4:44  |
| 12. | Links 2-3-4       | 4:54  |
| 13. | Du hast           | 4:15  |
| 14. | Pussy             | 8:50  |
| 15. | Sonne             | 5:02  |
| 16. | Haifisch          | 6:14  |
| 17. | Ich will          | 4:10  |
| 18. | Engel             | 7:38  |

## Certifications
| Pays      | Certification | Ventes    | Date |
| --------- | ------------- | --------- | ---- |
| Allemagne | 2 × Platine   | 100 000 + | 2017 |
| Finlande  | Or            | 5 000 +   | 2015 |